# Áno Skafidotí
Áno Skafidotí, en grec moderne : Άνω Σκαφιδωτή, est un village du dème de Párga, district régional de Préveza, en Épire, Grèce.
Selon le recensement de 2011, la population du village compte 31 habitants.